# Oswald Heer
Oswald Heer (Niederuzwil (Sankt Gallen), 31 augustus 1809 - Lausanne, 27 september 1883) was een Zwitsers botanicus, paleontoloog en entomoloog. Heer is bekend om zijn onderzoek naar de Zwitserse flora en naar fossiele planten uit het Mioceen.

## Biografie
Heer werd geboren in het kanton Sankt Gallen, waar zijn vader dominee was. In 1811 verhuisde het gezin naar Matt in het Sernftal (Glarus). Op jonge leeftijd was Heer al geïnteresseerd in de natuur, hij verzamelde planten en insecten. In navolging van zijn vader ging hij in 1828 echter theologie studeren, aan de universiteit van Halle-Wittenberg. Hij bezocht echter ook colleges van natuuronderzoekers zoals de entomoloog Ernst Friedrich Germar, de zoöloog Christian Ludwig Nitzsch en de botanicus Kurt Sprengel. Onder zijn studievrienden bevonden zich later de bekend geworden natuuronderzoekers Karl Kalchbrenner en Franz Junghuhn.
In 1831 keerde Heer terug naar Zwitserland, waar hij conservator werd van de insectenverzameling van de rijke koopman Heinrich Escher-Zollikofer in Zürich. In die positie ontmoette hij andere natuuronderzoekers en besloot hij zijn verdere leven aan natuuronderzoek te wijden. De jaren daarop bracht hij veel tijd door met het onderzoeken van de planten en insectenwereld van de Zwitserse en aangrenzende Tiroler Alpen. Hij beklom een groot aantal hoge bergtoppen, zo was hij in 1835 de eerste beklimmer van de Piz Linard (hoogste top in de Silvretta) en de Piz Palü (in het Berninamassief). In 1834 habiliteerde hij aan de in het jaar daarvoor gestichte Universiteit Zürich en werd daarop privaatdocent in de botanie. In 1835 werd hij buitengewoon hoogleraar, vanaf 1852 was hij gewoon hoogleraar. In 1855 werd hij ook hoogleraar aan het Polytechnikum Zürich. In 1882 ging hij aan beide instellingen met emeritaat.
Naast zijn onderzoek zat Heer van 1850 tot 1868 in de kantonsraad van Zürich.

## Werk
Heers belangrijkste werk was zijn onderzoek naar de plantengeografie van de Alpen en naar fossiele planten (paleobotanie), met name uit het Mioceen. Ook bestudeerde hij levende en fossiele insecten. Samen met Johannes Jacob Hegetschweiler schreef hij een flora van de Alpen. Samen met de geoloog Arnold Escher von der Linth organiseerde hij excursies door de Alpen voor zijn studenten.
Heer onderhield contact met veel bekende biologen en andere natuuronderzoekers van zijn tijd, waaronder Charles Darwin. Darwin stuurde Heer een kopie van zijn boek On the origin of species, maar de gelovige Heer verwierp Darwins idee van een gemeenschappelijke voorouder voor al het leven. Heer geloofde dat veranderingen van soorten tot stand kwamen door ingrijpen van de Schepper.
Onder Heers studenten bevonden zich onder andere de botanici Carl Wilhelm von Nägeli, Johannes Theodor Schmalhausen en Carl Schroeter.
Heer ontving diverse wetenschapsprijzen, waaronder in 1873 de Wollaston Medal van de Geological Society en in 1877 de Royal Medal van de Royal Society.